# Zöldszárnyú fényseregély
A zöldszárnyú fényseregély (Lamprotornis chloropterus)  a madarak osztályának verébalakúak (Passeriformes) rendjébe és a seregélyfélék (Sturnidae) családjába tartozó faj.
A magyar név forrással nincs megerősítve.

## Előfordulása
Benin, Bissau-Guinea, Burkina Faso, Burundi, Csád, a Kongói Demokratikus Köztársaság, Elefántcsontpart, Eritrea, Etiópia, Gambia, Ghána, Guinea, Kamerun, Kenya, a Közép-afrikai Köztársaság, Libéria, Malawi, Mali, Mozambik, Namíbia, Nigéria, Szenegál, Sierra Leone, Szudán, Dél-Szudán, Tanzánia, Togo, Uganda, Zambia és Zimbabwe területén honos. A természetes élőhelye szubtrópusi és trópusi száraz szavannák és bokrosok, valamint szántóföldek.

## Alfajai
- Lamprotornis chloropterus chloropterus Swainson, 1838
- Lamprotornis chloropterus elisabeth ( Stresemann, 1924)

## Megjelenése
Átlagos testtömege 62,375 gramm.

## Életmódja
Rovarokkal, valamint gyümölcsökkel, magvakkal és nektárral táplálkozik.